# Dicranopygium euryphyllum
Dicranopygium euryphyllum är en enhjärtbladig växtart som först beskrevs av Gunnar Wilhelm Harling, och fick sitt nu gällande namn av Gunnar Wilhelm Harling. Dicranopygium euryphyllum ingår i släktet Dicranopygium och familjen Cyclanthaceae. IUCN kategoriserar arten globalt som nära hotad. Inga underarter finns listade.